# Codex Welser
Pour les articles homonymes, voir Welser.
 (mars 2020).
Si vous disposez d'ouvrages ou d'articles de référence ou si vous connaissez des sites web de qualité traitant du thème abordé ici, merci de compléter l'article en donnant les références utiles à sa vérifiabilité et en les liant à la section « Notes et références ».
Le Codex Welser est une description du pays et de l'inventaire du duché de Juliers. Créé vers 1720, le codex porte le nom de son auteur Johann Franz von Welser.

## Contenu
L'ouvrage contient 39 portraits majestueux et 28 cartes des bureaux et des villes, ainsi que 242 dessins en couleur de villes fortifiées et de forteresses par ordre alphabétique.
La première table des terrains montre par exemple, les lieux d'Aldenhoven à Dülken en 46 vignettes/miniatures. En plus des informations de localisation, les représentations des châteaux contiennent également les informations du propriétaire du moment, ce qui facilite l'attribution et la date des illustrations.

## Exemplaires
Seulement deux exemplaires existent avec cependant de légères différences.
L'un se trouve à la Bibliothèque d'État de Bavière (référence Cgm 2635) à Munich et l'autre est conservé aux Archives Historiques de la ville de Cologne.
La copie munichoise est désormais entièrement numérisée. Les données structurelles de la présentation numérique facilitent la consultation et la recherche. En plus de cela, la Bibliothèque d'État de Bavière via son catalogue en ligne (OPAC), propose une liste détaillée de toutes les cartes, une pour les portraits des personnalités et enfin, une pour les cartes de localisation.

## Galerie

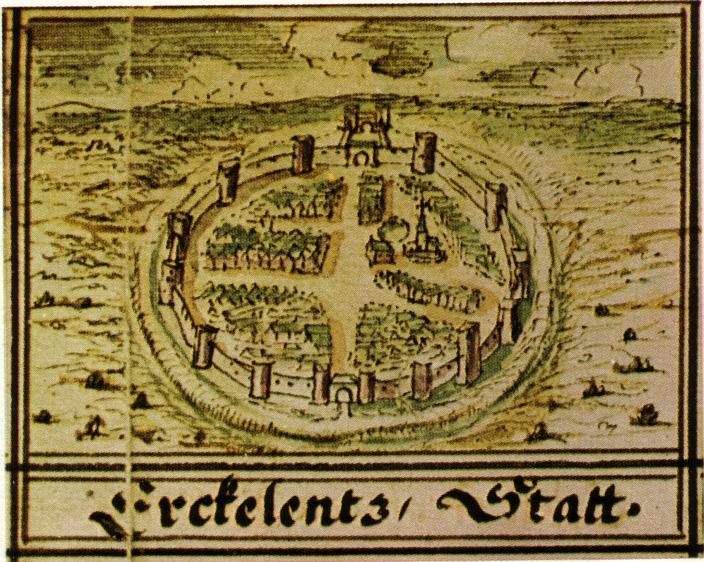
Vue de la ville d'Erkelenz.
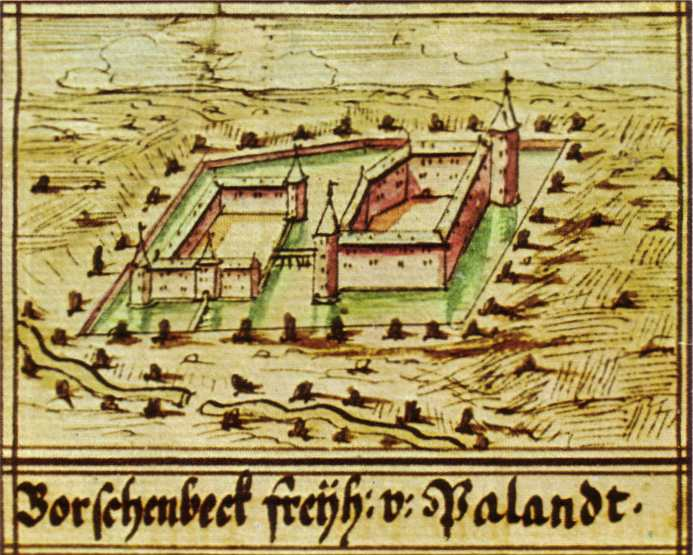
Vue de la maison Paland (de) à Borschemich.